# Tatjana Bogomiagkowa
Tatjana Siergiejewna Bogomiagkowa (ros. Татьяна Сергеевна Богомягкова, ur. 4 lipca 1972) – radziecka, a potem rosyjska judoczka. Olimpijka z Atlanty 1996, gdzie zajęła dziewiąte miejsce w wadze półśredniej.
Uczestniczka mistrzostw świata w 1993. Startowała w Pucharze Świata w latach 1995-1998. Brązowa medalistka mistrzostw Europy w drużynie w 1992. Wygrała igrzyska wojskowe w 1995. Mistrzyni Rosji w 1995; druga w 1994; trzecia w 1992 i 1997. Mistrzyni ZSRR w 1991; druga w 1990. Triumfatorka mistrzostw WNP w 1992 roku.

## Letnie Igrzyska Olimpijskie 1996
| Konkurencja | Eliminacje         | Repasaże                        | Repasaże           | Klas. końcowa |
| Konkurencja | Przeciwnik I       | Przeciwnik I                    | Przeciwnik II      | Miejsce       |
| ----------- | ------------------ | ------------------------------- | ------------------ | ------------- |
| 61 kg       | Yuko Emoto (JPN) P | Catherine Fleury-Vachon (FRA) Z | Ja’el Arad (ISR) P | 9.            |